# World of Warcraft: The War Within
World of Warcraft: The War Within est la dixième extension du jeu de rôle en ligne massivement multijoueur World of Warcraft. Cette extension est sortie le 27 août 2024.